# Augusto Brandão Filho
Augusto de Souza  Brandão Filho (Cantagalo, 19 de maio de 1881 — Rio de Janeiro, 18 de setembro de 1957) foi um médico neurocirurgião brasileiro e um dos precursores da neurocirurgia no Brasil.
Filho do médico Augusto de Souza Brandão e Leocádia Freire de Faria Salgado Brandão. Formou-se pela Faculdade Nacional de Medicina com tese de doutoramento "Hérnia perinal  posterior "(1903).
Foi professor catedrático da cadeira de Clínica Cirúrgica (1925). Iniciou suas atividades cirúrgicas na Santa Casa de Misericórdia do Rio de Janeiro. Um dos fundadores da escola cirúrgica brasileira. Foi pioneiro no tratamento cirúrgico dos tumores cerebrais, na ventriculografia  e a angiografia cerebral e dos exames neuroradiológicos no Brasil.
Foi eleito membro titular da Cadeira 78 da Academia Nacional de Medicina (1922). Foi membro do Colégio Brasileiro de Cirurgiões e patrono da cadeira nº 73 da Academia Brasileira de Medicina Militar.  Augusto Brandão Filho recebeu o titulo  de "príncipe dos cirurgiões".

## Obras
- Hérnia perinal posterior , 1903
- Raquianalgesia geral, 1914
- Estudo médico –cirúrgico das pielites, 1918
- Estudo anatomocirúrgico do fleimão perinéfrico,  1921
- Clinica  Cirúrgica, 1922-1926 4 vols.